# Liste des constructions historiques de la province d'Ispahan
Cette liste recense les constructions historiques de la province d'Ispahan.

## Bazars
|   | Construction          | Lieu    | Préfecture | Ère       | Siècle | Style    | Image |
| - | --------------------- | ------- | ---------- | --------- | ------ | -------- | ----- |
| 1 | Bazar Qeysarié        | Ispahan | Esfahan    | Séfévides | XVIIe  | Esfahani |       |
| 2 | Grand bazar d'Ispahan | Ispahan | Esfahan    | Séfévides | XVIe   | Esfahani |       |
| 3 | Porte Qeysarié        | Ispahan | Esfahan    | Séfévides | XVIIe  | Esfahani |       |

## Caravansérail
|   | Construction | Lieu    | Préfecture | Ère       | Siècle | Style    | Image |
| - | ------------ | ------- | ---------- | --------- | ------ | -------- | ----- |
| 1 | Hôtel Abbasi | Ispahan | Esfahan    | Séfévides | 17     | Esfahani |       |

## Châteaux
|   | Construction       | Lieu   | Préfecture | Ère          | Siècle | Style | Image |
| - | ------------------ | ------ | ---------- | ------------ | ------ | ----- | ----- |
| 1 | Château de Djalali | Kashan | Kashan     | Seldjoukides | XIe    | Razi  |       |

## Citadelles
|   | Construction         | Lieu    | Préfecture | Ère       | Siècle | Style    | Image |
| - | -------------------- | ------- | ---------- | --------- | ------ | -------- | ----- |
| 1 | Citadelle de Gougued | Gougued | Golpayegan | Séfévides | XVIe   | Esfahani |       |

## Écoles
|   | Construction     | Lieu    | Préfecture | Ère        | Siècle         | Style    | Image |
| - | ---------------- | ------- | ---------- | ---------- | -------------- | -------- | ----- |
| 1 | École Charbagh   | Ispahan | Esfahan    | Séfévides  | XVIIe & XVIIIe | Esfahani |       |
| 2 | École Emam       | Kashan  | Kashan     | Kadjars    | XIXe           | Esfahani |       |
| 3 | École Émamié     | Ispahan | Esfahan    | Ilkhanides | XIVe           | Azari    |       |
| 4 | École Kasségaran | Ispahan | Esfahan    | Séfévides  | XVIIe          | Esfahani |       |
| 5 | École Nimavar    | Ispahan | Esfahan    | Séfévides  | XVIIe          | Esfahani |       |
| 6 | École Sadr       | Ispahan | Esfahan    | Kadjars    | XIXe           | Esfahani |       |

## Églises
|   | Construction                       | Lieu    | Préfecture | Ère       | Siècle | Style    | Image |
| - | ---------------------------------- | ------- | ---------- | --------- | ------ | -------- | ----- |
| 1 | Cathédrale Saint-Sauveur d'Ispahan | Ispahan | Esfahan    | Séfévides | XVIIe  | Esfahani |       |
| 2 | Église Bedkhem                     | Ispahan | Esfahan    | Séfévides | XVIIe  | Esfahani |       |
| 3 | Église Sainte-Marie d'Ispahan      | Ispahan | Esfahan    | Séfévides | XVIIe  | Esfahani |       |
| 4 | Église Saint-Georges d'Ispahan     | Ispahan | Esfahan    | Séfévides | XVIIe  | Esfahani |       |

## Hammams
|   | Construction          | Lieu    | Préfecture | Ère       | Siècle        | Style    | Image |
| - | --------------------- | ------- | ---------- | --------- | ------------- | -------- | ----- |
| 1 | Hammam Ali Gholi Agha | Ispahan | Esfahan    | Séfévides | XVIIIe        | Esfahani |       |
| 2 | Hammam Chah Ali       | Ispahan | Esfahan    | Séfévides | XVIe ou XVIIe | Esfahani |       |
| 3 | Hammam Cheykh Bahai   | Ispahan | Esfahan    | Séfévides | XVIIe         | Esfahani |       |
| 4 | Hammam Djartchi       | Ispahan | Esfahan    | Séfévides | XVIIe         | Esfahani |       |

## Imamzadehs
|   | Construction                      | Lieu    | Préfecture | Ère                       | Siècle      | Style            | Image |
| - | --------------------------------- | ------- | ---------- | ------------------------- | ----------- | ---------------- | ----- |
| 1 | Darb-e Emam                       | Ispahan | Esfahan    | Qara Qoyunlu              | XVe         | Azari            |       |
| 2 | Imamzadeh Ahmad                   | Ispahan | Esfahan    | Séfévides                 | XVIe        | Esfahani         |       |
| 3 | Imamzadeh Chah Zeyd               | Ispahan | Esfahan    | Séfévides                 | XVIe        | Esfahani         |       |
| 4 | Imamzadeh Djafar                  | Ispahan | Esfahan    | Ilkhanides                | XIVe        | Azari            |       |
| 5 | Imamzadeh Esmail et mosquée Isaïe | Ispahan | Esfahan    | Seldjoukides et Séfévides | XIe et XVIe | Razi et Esfahani |       |
| 6 | Imamzadeh Haroun-e-Vélayat        | Ispahan | Esfahan    | Séfévides                 | XVIe        | Esfahani         |       |

## Jardins
|   | Construction  | Lieu   | Préfecture | Ère                  | Siècle        | Style    | Image |
| - | ------------- | ------ | ---------- | -------------------- | ------------- | -------- | ----- |
| 1 | Jardin de Fin | Kashan | Kashan     | Séfévides et Kadjars | XVIIe au XIXe | Esfahani |       |

## Khanqahs
|   | Construction | Lieu    | Préfecture | Ère       | Siècle | Style    | Image |
| - | ------------ | ------- | ---------- | --------- | ------ | -------- | ----- |
| 1 | Tohidkhane   | Ispahan | Esfahan    | Séfévides | XVIe   | Esfahani |       |

## Maisons
|   | Construction              | Lieu    | Préfecture | Ère        | Siècle | Style            | Image |
| - | ------------------------- | ------- | ---------- | ---------- | ------ | ---------------- | ----- |
| 1 | Maison des Abbasi         | Kashan  | Kashan     | Kadjars    | XVIIIe | Esfahani         |       |
| 2 | Maison d'Alam             | Ispahan | Esfahan    | Kadjars    | XVIIIe | Esfahani         |       |
| 3 | Maison d'Amin             | Ispahan | Esfahan    | Kadjars    | XIXe   | Non-traditionnel |       |
| 4 | Maison des Boroudjerdi    | Kashan  | Kashan     | Kadjars    | XIXe   | Non-traditionnel |       |
| 5 | Maison des Qazvini        | Ispahan | Esfahan    | Kadjars    | XIXe   | Non-traditionnel |       |
| 6 | Maison de Cheykh ol-Eslam | Ispahan | Esfahan    | Kadjars    | XIXe   | Non-traditionnel |       |
| 7 | Maison des Tabatabaei     | Kashan  | Kashan     | Kadjars    | XIXe   | Non-traditionnel |       |
| 8 | Vignoble Malek            | Ispahan | Esfahan    | Afcharides | XVIIIe | Esfahani         |       |

## Mausolées
|   | Construction                  | Lieu       | Préfecture  | Ère          | Siècle | Style      | Image |
| - | ----------------------------- | ---------- | ----------- | ------------ | ------ | ---------- | ----- |
| 1 | Mausolée Chahchahan           | Ispahan    | Esfahan     | Timourides   | XVe    | Azari      |       |
| 2 | Mausolée d'Ali ebn-e Sahl     | Ispahan    | Esfahan     | Abbassides   | IXe    | Khorassani |       |
| 3 | Mausolée d'Ar-Rachid          | Ispahan    | Esfahan     | Seldjoukides | XIIe   | Razi       |       |
| 4 | Mausolée de Baba Ghassem      | Ispahan    | Esfahan     | Ilkhanides   | XIVe   | Azari      |       |
| 5 | Mausolée de Pir Bakran        | Pir Bakran | Falavardjan | Ilkhanides   | XIIIe  | Azari      |       |
| 6 | Mausolée de Soltan Bakht Agha | Ispahan    | Esfahan     | Muzaffarides | XIVe   | Azari      |       |
| 7 | Mausolée des Princes séfévid  | Ispahan    | Esfahan     | Séfévides    | XVIIe  | Esfahani   |       |

## Minarets
|    | Construction                  | Lieu             | Préfecture | Ère          | Siècle | Style    | Image |
| -- | ----------------------------- | ---------------- | ---------- | ------------ | ------ | -------- | ----- |
| 1  | Minaret Ali                   | Ispahan          | Esfahan    | Bouyides     | XIe    | Razi     |       |
| 2  | Minaret Bâgh-é-Qouch-Khâneh   | Ispahan          | Esfahan    | Muzaffarides | XIVe   | Azari    |       |
| 3  | Minaret Golpayegan            | Golpayegan       | Golpayegan | Seldjoukides | XIe    | Razi     |       |
| 4  | Minaret Dardacht              | Ispahan          | Esfahan    | Muzaffarides | XIVe   | Azari    |       |
| 5  | Minaret Darosiafé             | Ispahan          | Esfahan    | Ilkhanides   | XIVe   | Azari    |       |
| 6  | Minaret Rahrovan              | Village Rahrovan | Esfahan    | Seldjoukides | XIIe   | Razi     |       |
| 7  | Minaret Sarban                | Ispahan          | Esfahan    | Seldjoukides | XIIe   | Razi     |       |
| 8  | Minarets tremblants d'Ispahan | Village Karladan | Esfahan    | Séfévides    | XVIe   | Esfahani |       |
| 9  | Minaret Ziyar                 | Village Ziyar    | Esfahan    | Seldjoukides | XIIe   | Razi     |       |
| 10 | Minaret des Quarante Filles   | Ispahan          | Esfahan    | Seldjoukides | XIIe   | Razi     |       |

## Mosquées et sanctuaires
|    | Construction                  | Lieu             | Préfecture          | Ère                               | Siècle         | Style            | Image |
| -- | ----------------------------- | ---------------- | ------------------- | --------------------------------- | -------------- | ---------------- | ----- |
| 1  | Darb-e Emam                   | Ispahan          | Ispahan             | Qara Qoyunlu                      | XVe            | Azari            |       |
| 2  | Grande mosquée de Golpayegan  | Golpayegan       | Golpayegan          | Seldjoukides                      | XIIe           | Razi             |       |
| 3  | Grande mosquée de Kashan      | Kashan           | Kashan              | Seldjoukides                      | XIe            | Razi             |       |
| 4  | Grande mosquée de Meymé       | Meymé            | Chahinchahr o Meymé | Dynastie Zand                     | XVIIIe         | Esfahani         |       |
| 5  | Grande mosquée d'Ispahan      | Ispahan          | Esfahan             | Samanides, Bouyides, Seldjoukides | IXe, Xe et XIe | Razi             |       |
| 6  | Mosquée Agha Nour             | Ispahan          | Esfahan             | Séfévides                         | XVIIe          | Esfahani         |       |
| 7  | Mosquée et minaret Barsian    | Village Barsian  | Esfahan             | Seldjoukides                      | XIe, XIIe      | Razi             |       |
| 8  | Mosquée Khozan                | Khomeynishahr    | Khomeynishahr       | Timourides                        | XVe            | Azari            |       |
| 9  | Mosquée Dachti                | Village Daschti  | Esfahan             | Ilkhanides                        | XIIIe          | Azari            |       |
| 10 | Mosquée Djartchi              | Ispahan          | Esfahan             | Séfévides                         | XVIIe          | Esfahani         |       |
| 11 | Mosquée et minaret Gar        | Village Gar      | Esfahan             | Seldjoukides                      | XIIe           | Razi             |       |
| 12 | Mosquée Hafchuyé              | Village Hafchuyé | Esfahan             | Seldjoukides                      | XIe ou XIIe    | Razi             |       |
| 13 | Mosquée Kadj                  | Village Kadj     | Esfahan             | Ilkhanides                        | XIVe           | Azari            |       |
| 14 | Mosquée du Chah               | Ispahan          | Esfahan             | Séfévides                         | XVIIe          | Esfahani         |       |
| 15 | Mosquée Iltchi                | Ispahan          | Esfahan             | Séfévides                         | XVIIe          | Esfahani         |       |
| 16 | Mosquée Lonban                | Ispahan          | Esfahan             | Séfévides                         | XVIIe          | Esfahani         |       |
| 17 | Mosquée Maqsudbeyk            | Ispahan          | Esfahan             | Séfévides                         | XVIIe          | Esfahani         |       |
| 18 | Mosquée Meydan                | Kashan           | Kashan              | Seldjoukides et Ilkhanides        | XIe ou XIIe    | Razi             |       |
| 19 | Mosquée Mohammad Jafar Abadei | Ispahan          | Esfahan             | Kadjars                           | XIXe           | Non-traditionnel |       |
| 20 | Mosquée Rahim Khan            | Ispahan          | Esfahan             | Kadjars                           | XIXe           | Non-traditionnel |       |
| 21 | Mosquée Roknolmolk            | Ispahan          | Esfahan             | Kadjars                           | XXe            | Non-traditionnel |       |
| 22 | Mosquée du Cheikh Lotfallah   | Ispahan          | Esfahan             | Séfévides                         | XVIIe          | Esfahani         |       |
| 23 | Mosquée Seyyed                | Ispahan          | Esfahan             | Kadjars                           | XIXe           | Non-traditionnel |       |
| 24 | Mosquée Hakim                 | Ispahan          | Esfahan             | Séfévides                         | XVIIe          | Esfahani         |       |

## Musées
|   | Construction                          | Lieu    | Préfecture | Ère        | Siècle        | Style    | Image |
| - | ------------------------------------- | ------- | ---------- | ---------- | ------------- | -------- | ----- |
| 1 | Musée des arts décoratifs d'Ispahan   | Ispahan | Esfahan    | Séfévides  | XVIe ou XVIIe | Esfahani |       |
| 2 | Musée d'Art contemporain d'Ispahan    | Ispahan | Esfahan    | Séfévides  | XVIe ou XVIIe | Esfahani |       |
| 3 | Musées d'histoire naturelle d'Ispahan | Ispahan | Esfahan    | Timourides | XVe           | Azari    |       |

## Palais
|   | Construction  | Lieu    | Préfecture | Ère       | Siècle | Style    | Image |
| - | ------------- | ------- | ---------- | --------- | ------ | -------- | ----- |
| 1 | Ali Qapu      | Ispahan | Esfahan    | Séfévides | XVIe   | Esfahani |       |
| 2 | Chehel Sotoun | Ispahan | Esfahan    | Séfévides | XVIIe  | Esfahani |       |
| 3 | Hacht Behecht | Ispahan | Esfahan    | Séfévides | XVIIe  | Esfahani |       |

## Ponts
|   | Construction    | Lieu    | Préfecture | Ère       | Siècle | Style    | Image |
| - | --------------- | ------- | ---------- | --------- | ------ | -------- | ----- |
| 1 | Pont Joubi      | Ispahan | Esfahan    | Séfévides | XVIIe  | Esfahani |       |
| 2 | Pont Khaju      | Ispahan | Esfahan    | Séfévides | XVIIe  | Esfahani |       |
| 3 | Pont Marnan     | Ispahan | Esfahan    | Séfévides | XVIe   | Esfahani |       |
| 4 | Pont Chahrestan | Ispahan | Esfahan    | Séfévides | XIe    | Razi     |       |
| 5 | Si-o-se Pol     | Ispahan | Esfahan    | Séfévides | XVIIe  | Esfahani |       |

## Temples du feu
|   | Construction            | Lieu    | Préfecture | Ère        | Siècle | Style | Image |
| - | ----------------------- | ------- | ---------- | ---------- | ------ | ----- | ----- |
| 1 | Temple du feu d'Ispahan | Ispahan | Esfahan    | Sassanides | ?      | Parti |       |

## Tours
|   | Construction          | Lieu      | Préfecture | Ère       | Siècle        | Style    | Image |
| - | --------------------- | --------- | ---------- | --------- | ------------- | -------- | ----- |
| 1 | Sept tours de Kharoun | Najafabad | Najafabad  | Séfévides | XVIe ou XVIIe | Esfahani |       |